# Emil Schreiber (Schriftsteller)
Emil Schreiber (* 13. April 1888 in Basel; † 2. Mai 1972 in Arisdorf, heimatberechtigt in Wegenstetten) war ein Schweizer Lehrer, Dirigent, Chorleiter, Organist und Mundartschriftsteller.

## Leben und Werk
Schreiber war das zweite Kind des Stuhlschreiners Emil und der Rosina, geborene Gass. 1892 zog die Familie nach Rothenfluh, wo der Vater das Milchgeschäft übernahm.
Schreiber absolvierte das Lehrerseminar Wettingen und erwarb im Frühjahr 1908 das Primarlehrerpatent. Anschliessend unterrichtete er während 45 Jahren an der Primarschule in Arisdorf. Er heiratete 1914 Selma, geborene Kunz. Zusammen hatten sie drei Töchter.
Schreiber war ein Förderer des dörflichen Vereinslebens und als solcher in zahlreichen Vereinen tätig. So war er langjähriger Organist und Dirigent des ehemaligen Männerchors; später leitete er den gemischten Chor. Seine vertonten Gedichte liess er durch den von ihm bis 1971 dirigierten Frauenchor vortragen und erntete damit grosse Erfolge.
Schreiber wurde 1920 in den Kantonalvorstand des Lehrervereins Baselland berufen, wo er zunächst als Aktuar und von 1923 bis 1928 als Präsident der amtlichen Kantonalkonferenz wirkte. Zudem war er ein Mitbegründer des Lehrergesangsvereins.
Für die Basler Zeitung und für den Landschäftler schrieb Schreiber u. a. Kolumnen und die beliebten Samstagsverse unter seinem Pseudonym «Migger». Er verfasste zu seinen Lebzeiten über 1000 Gedichte, die er teilweise auch im Selbstverlag veröffentlichte. 1967 erhielt er das Ehrenbürgerrecht von Arisdorf, und 1988 wurde in Arisdorf eine Strasse nach ihm benannt.